# Robert Barron
Robert Emmet Barron (sinh ngày 19 tháng 11 năm 1959) là một giám mục của Giáo hội Công giáo, giữ chức vụ Giám mục Chính tòa Winona–Rochester từ tháng 6 năm 2022 đến nay. Ông là người sáng lập ra tổ chức truyền thông mục vụ Công giáo Word on Fire và là người dẫn dắt chương trình Catholicism – một loạt phim tài liệu trình bày về văn hóa, tâm linh và lịch sử của đạo Công giáo – được phát sóng trên kênh PBS. Ông từng giữ chức Hiệu trưởng Chủng viện Mundelein từ năm 2012 đến năm 2015 và là Giám mục phụ tá Tổng giáo phận Los Angeles từ năm 2015 đến năm 2022.
Giám mục Barron từng xuất bản nhiều sách, tiểu luận và bài viết thuộc chủ đề thần học và tâm linh. Ông hiện là phóng viên mảng tôn giáo của đài NBC và từng xuất hiện trên một số kênh như Fox News, CNN và EWTN. Ông được gán với một số biệt danh như "vị giám mục của mạng xã hội" và "vị giám mục của Internet".
Tính đến  tháng 11 năm 2022, các video thông thường của Giám mục Barron trên nền tảng YouTube đã có tổng số lượt xem là hơn 151 triệu; ông có hơn 3 triệu người theo dõi trên Facebook, 399.000 người theo dõi  trên Instagram và 254.000 người theo dõi trên X. Ngoài ra, Giám mục Barron còn từng được mời đến diễn thuyết về chủ đề tôn giáo tại trụ sở chính của Amazon, Facebook và Google. Ông cũng từng làm người phát biểu chính tại nhiều hội nghị và sự kiện trên toàn thế giới, trong đó có Đại hội Gia đình Thế giới năm 2015 và Đại hội Giới trẻ Thế giới năm 2016. 
Loạt phim Catholicism: The Pivotal Players của Giám mục Barron từng được phát sóng trên truyền hình quốc gia Hoa Kỳ.

## Cuộc đời và sự nghiệp

### Thời niên thiếu
Robert Barron sinh ngày 19 tháng 11 năm 1959 tại thành phố Chicago, tiểu bang Illinois, Hoa Kỳ, trong một gia đình có cha và mẹ mang dòng máu Ireland. Lúc còn nhỏ, ông sống một thời gian tại Detroit, rồi gia đình dời sang sống tại Western Springs, ngoại ô Chicago. Mẹ ông là một người nội trợ, còn cha ông thì làm quản lý bán hàng phụ trách khách hàng toàn quốc tại công ty phân phối thực phẩm  John Sexton & Company.
Ông bắt đầu đọc các tác phẩm của thánh Tôma Aquinô khi đang học năm nhất tại Trường Trung học phổ thông Fenwick, một trường trung học tư thục do dòng Đa Minh vận hành. Sau đó ông tiếp tục học tại Học viện Benet, một trường trung học phổ thông tư thục thuộc dòng Biển Đức, và tốt nghiệp tại đây vào năm 1977.
Ông học một năm tại Viện Đại học Notre Dame ở South Bend, tiểu bang Indiana rồi chuyển sang học tại Chủng viện Mundelein ở Mundelein, tiểu bang Illinois. Một năm sau, ông theo học diện học bổng mang tên Basselin tại Trường Thần học thuộc Viện Đại học Công giáo Hoa Kỳ ở Washington, D.C. Ông tốt nghiệp cử nhân Triết học vào năm 1981 và tốt nghiệp Thạc sĩ Triết học vào năm 1982 tại đây. Trong luận án thạc sĩ của mình, ông đã viết về quan điểm triết học chính trị của Karl Marx. Ông Barron tốt nghiệp Thạc sĩ Thần học thánh tại Chủng viện Mundelein vào năm 1986.

### Linh mục
Thầy Barron được Hồng y Joseph Bernardin truyền chức linh mục vào ngày 24 tháng 5 năm 1986, trở thành thành viên của linh mục đoàn Tổng giáo phận Chicago.
Linh mục Barron làm linh mục phó xứ Giáo xứ Thánh Phaolô Thánh Giá tại thành phố Park Ridge, tiểu bang Illinois từ năm 1986 đến năm 1989. Sau đó ông sang Pháp học tiến sĩ tại Viện Đại học Công giáo Paris và lãnh văn bằng Tiến sĩ Thần học thánh vào năm 1992. Ông đặt tên đề tài luận án tiến sĩ của mình là: "Creation as Discipleship: A Study of the De potentia of Thomas Aquinas in Light of the Dogmatik of Paul Tillich".
Linh mục Barron có thể nói lưu loát tiếng Anh (tiếng mẹ đẻ), tiếng Pháp, tiếng Tây Ban Nha, tiếng Đức và tiếng Latinh. Ông ủng hộ quan điểm thần học "dare we hope" của nhà thần học Hans Urs von Balthasar và từng tuyên bố rằng "niềm tin rằng tất cả loài người đều sẽ được cứu độ" là có "cơ sở khách quan".
Từ năm 1992 đến năm 2015, Linh mục Barron làm giảng viên tại khoa Thần học hệ thống của Đại học Saint Mary of the Lake. Ông là người đầu tiên được Đại học Saint Mary of the Lake phong tặng danh hiệu Giáo sư về Đức tin và Văn hóa mang tên Hồng y Francis Eugene George vào năm 2008. Từ năm 2012 đến năm 2015, Linh mục Barron giữ chức giám đốc kiêm hiệu trưởng Đại học Saint Mary of the Lake.
Linh mục Barron có rất nhiều bài diễn thuyết tại Hoa Kỳ cũng như trên trường quốc tế, có thể kể đến như các bài giảng tại Trường Giáo tông Bắc Mỹ và Viện Giáo tông Đại học Thánh Tôma Aquinô tại thành phố Roma nước Ý. Vào năm 2000, Linh mục Barron đã thành lập tổ chức phi lợi nhuận Word on Fire Catholic Ministries nhằm hỗ trợ các nỗ lực truyền giảng Phúc Âm của mình. Các chương trình Word on Fire do Linh mục Barron dẫn dắt từ lâu đã được phát sóng thường xuyên trên các kênh WGN America, EWTN, Telecare, Relevant Radio và trên kênh YouTube của tổ chức Word on Fire. Trang web Word on Fire của Linh mục Barron đăng tải nhiều trang blog, bài viết, bài chú giải Thánh Kinh hàng ngày và trong hơn 10 năm, trang web này liên tục cung cấp các tệp podcast bài giảng hằng tuần.
Vào năm 2002, Barron nhận lời mời làm giáo sư thỉnh giảng tại Viện Đại học Notre Dame và đến năm 2007 thì nhận lời mời đến giảng dạy tại Viện Giáo tông Đại học Thánh Tôma Aquinô. Ông cũng từng hai lần làm học giả tạm thời tại Trường Giáo tông Bắc Mỹ vào năm 2007 và 2010.

### Giám mục phụ tá Tổng giáo phận Los Angeles

Huy hiệu của Giám mục Barron trong thời gian giữ chức Giám mục phụ tá Los Angeles

Vào ngày 21 tháng 7 năm 2015, Giáo tông Franciscus đã bổ nhiệm Linh mục Barron làm Giám mục Hiệu tòa Macriana in Mauritania và giữ chức Giám mục phụ tá Tổng giáo phận Los Angeles. Tổng giám mục José Horacio Gómez từng ghi nhận rằng năng khiếu trong mảng truyền thông, mối quan hệ của của với những người trẻ tuổi cũng như việc chủ dộng tiếp cận các tín ngưỡng khác của Giám mục Barron là một mối lợi cho tổng giáo phận. Tổng giám mục Cupich cho biết Giám mục Barron sẽ mang lại những lợi ích to lớn cho tổng giáo phận.
Đến ngày 8 tháng 9 năm 2015, Thánh lễ truyền chức Giám mục cho Giám mục Barron đã diễn ra tại Nhà thờ chính tòa Đức Mẹ các Thiên Thần với vị chủ phong là Tổng giám mục José Horacio Gómez. Cũng trong tháng 9 này, Giám mục Barron đã khởi động một chương trình podcast có tên là The Word on Fire Show, phát sóng hàng tuần trên trang web Word on Fire.

### Giám mục Chính tòa Winona–Rochester

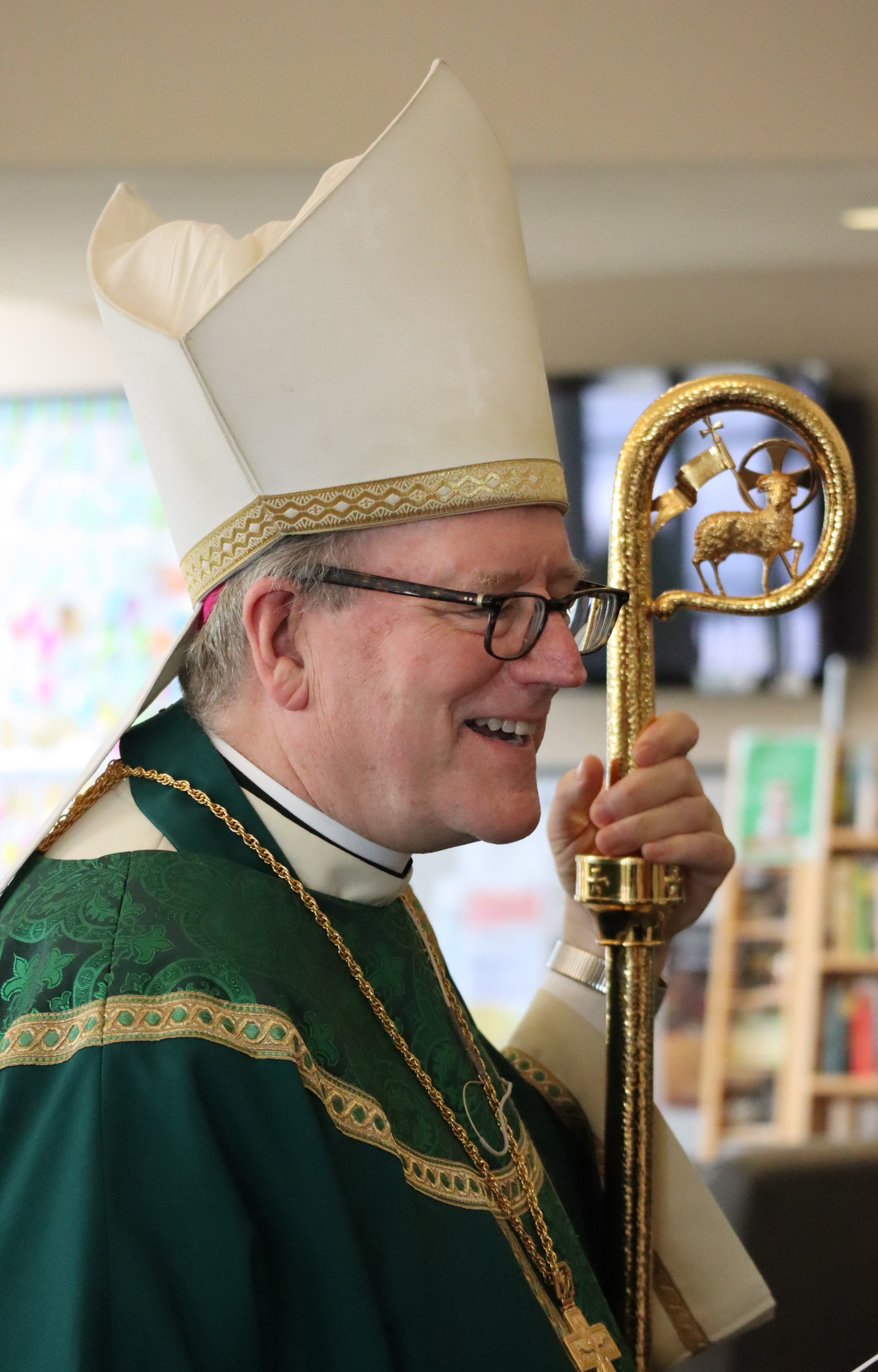
Giám mục Barron tại Minnesota (2023)

Vào ngày 2 tháng 6 năm 2022, Giáo tông Franciscus đã bổ nhiệm Giám mục Barron làm Giám mục Chính tòa thứ 9 của Giáo phận Winona–Rochester ở miền Nam tiểu bang Minnesota. Thành lễ nhậm chức được cử hành vào ngày 29 tháng 7 năm 2022 tại Nhà thờ đồng chính tòa Thánh Gioan Tẩy Giả ở Rochester, Minnesota.
Giám mục Barron nhiều lần diễn thuyết tại Hoa Kỳ cũng như trên trường quốc tế; ngoài ra ông cũng từng cho xuất bản nhiều sách, chương trình trên đĩa DVD và công bố nhiều tiểu luận. Giám mục Barron thường xuyên viết bình luận cho một số tờ báo như Chicago Tribune, Catholic Herald (London, Vương quốc Anh), Catholic New World, Our Sunday Visitor và làm bình luận viên cho một số kênh truyền hình như NBC Nightly News và Fox News.

### Sách
- A Study of the De potentia of Thomas Aquinas in Light of the Dogmatik of Paul Tillich (1993)
- Thomas Aquinas: Spiritual Master (1996)
- And Now I See: A Theology of Transformation (1998)
- Heaven in Stone and Glass (2000)
- The Strangest Way: Walking the Christian Path (2002)
- Bridging the Great Divide: Musings of a Post-Liberal, Post-Conservative, Evangelical Catholic (2004)
- The Priority of Christ: Toward a Post-Liberal Catholicism (2007)
- Word on Fire: Proclaiming the Power of Christ (2008)
- Eucharist (2008)
- Catholicism: A Journey to the Heart of the Faith (2011)
- New King for a New Kingdom (2012)
- The New Evangelization and the New Media (2014)
- Seeds of the Word: Finding God in the Culture (2015)
- 2 Samuel. Brazos Theological Commentary on the Bible (2015)
- Exploring Catholic Theology: Essays on God, Liturgy, and Evangelization (2015)
- Vibrant Paradoxes: The Both/And of Catholicism (2016)
- To Light a Fire on the Earth: Proclaiming the Gospel in a Secular Age (2017) [31]
- Arguing Religion: A Bishop Speaks at Facebook and Google (2018)[32]
- Letter to a Suffering Church: A Bishop Speaks on the Sexual Abuse Crisis (2019)[33]
- Centered: The Spirituality of Word on Fire (2020)
- The Pivotal Players: 12 Heroes Who Shaped the Church and Changed the World (2020)
- Renewing Our Hope: Essays for the New Evangelization (2020)
- The Rosary with Bishop Robert Barron (2021)
- Light from Light: A Theological Reflection on the Nicene Creed (2021)
- Proclaiming the Power of Christ: Classic Sermons (2021)
- Redeeming the Time: Gospel Perspectives on the Challenges of the Hour (2022)
- The Great Story of Israel: Election, Freedom, Holiness (2022)
- This is My Body: A Call to Eucharistic Revival (2023)
- Come Lord Jesus: Timeless Homilies for Advent and Christmas (2023)
- 2023 Advent Gospel Reflections (2023)
- 2024 Lenten Gospel Reflections (2024)
- An Introduction to Prayer (2024)

### Chương trình trên đĩa DVD
- Untold Blessings The Three Paths of Holiness (2005)
- Conversion (2006)
- Faith Clips (2007)
- Seven Deadly Sins, Seven Lively Virtues (2007)
- Eucharist (2009)
- Catholicism (2011)
- Catholicism: The New Evangelization (2013)
- Priest, Prophet, King (2014)
- The Mystery of God (2015)
- Catholicism: The Pivotal Players Volume I (2016)
- David the King (2017)
- The Mass (2018)
- Catholicism: The Pivotal Players St. Augustine & St. Benedict (2018)
- Catholicism: The Pivotal Players Fulton Sheen & Flannery O'Connor (2019)
- The Sacraments (2020)
- The Creed (2021)

## Danh hiệu

### Đẳng cấp
- Tòa Thánh
  -  Hiệp sĩ Chỉ huy cùng Ngôi sao, Dòng Hiệp sĩ Mộ Thánh[34]

### Danh hiệu học thuật danh dự
- 2023: Tiến sĩ Dịch vụ công, Trường Hillsdale
- 2022: Tiến sĩ Văn chương Nhân văn, Trường Biển Đức
- 2019: Tiến sĩ Thần học, Viện Giáo tông Đại học Thánh Tôma Aquinô
- 2018: Tiến sĩ Văn chương Nhân bản, Viện Đại học Assumption
- 2017: Tiến sĩ Thần học danh dự, Trường Thánh Anselmô
- 2016: Tiến sĩ Thần học thánh, Học viện Đa Minh
- 2013: Tiến sĩ Giáo dục Tôn giáo, Trường Providence
- 2012: Tiến sĩ Nhân văn, Viện Đại học Lewis

## Tông truyền
Giám mục Robert Barron được tấn phong giám mục năm 2015, thời Giáo hoàng Franciscus, bởi:
- Chủ phong: Tổng giám mục José Horacio Gómez, Tổng giám mục Chính tòa Los Angeles
- Hai giám mục phụ phong: Tổng giám mục Blase Joseph Cupich, Tổng giám mục Chính tòa Chicago và Giám mục Joseph Martin Sartoris, Giám mục Hiệu tòa Oliva, nguyên Giám mục phụ tá Tổng giáo phận Los Angeles